# Myospila trochanterata
Myospila trochanterata är en tvåvingeart som först beskrevs av Fritz Isidore van Emden 1965.  Myospila trochanterata ingår i släktet Myospila och familjen husflugor. Inga underarter finns listade i Catalogue of Life.